# Freie Demokraten (Georgien)
Freie Demokraten (georgisch ჩვენი საქართველო – თავისუფალი დემოკრატები/Tavisupali Demokratebi, TD, vormals Unser Georgien – Freie Demokraten) ist eine Partei in Georgien. Sie wurde am 16. Juli 2009 gegründet. Langjähriger Vorsitzender der Partei war der frühere georgische UN-Botschafter Irakli Alassania. Die Partei stand in Opposition zum damaligen georgischen Präsidenten Michail Saakaschwili.

## Ziele
Die Partei will die individuelle Freiheit der Bürger stärken. Vorrangige Ziele sind die Achtung der Gerechtigkeit, die Wiederherstellung des Rechtsstaats und der Aufbau demokratischer Institutionen, die die grundlegenden Menschenrechte in Georgien sichern sollen. Eine politische Einflussnahme des Staates auf die Medien wird abgelehnt.
Wirtschaftspolitisch sollen kleine und mittlere Unternehmen gefördert werden. Die Korruption müsse überwunden, politischer Druck von den Betrieben genommen werden. Unverzichtbar sei zudem ein modernes Arbeitsrecht nach europäischen Standards, das die Rechte der Arbeitnehmer schütze. Die Entwicklung der Landwirtschaft soll durch einen Milliarden-Fonds vorangetrieben werden. Der Gartenbau auf den Dörfern soll gefördert werden.
Außenpolitisch steht die Partei für eine Einbindung in die NATO und die Europäische Union. Zugleich sollen die Beziehungen zu Russland verbessert werden. Georgien müsse sich wieder auf die Etablierung regionaler Stabilität im Kaukasus konzentrieren. Gesundheitspolitisch plädiert die Partei für die Einführung einer gesetzlichen Krankenversicherung und eine Preiskontrolle im Gesundheitswesen.
Vor den Parlamentswahlen in Georgien 2012 schloss sich die Partei dem Oppositionsbündnis Georgischer Traum an. Am 5. November 2014 verließ die Partei die Regierungskoalition mit acht Abgeordneten. Bei der Parlamentswahl in Georgien 2016 konnten die Freien Demokraten keinen Wahlkreis gewinnen und scheiterten mit 4,6 % der Parteilistenstimmen auch knapp an der Fünf-Prozent-Hürde und schied so aus dem Parlament aus. Irakli Alassania erklärte folglich seinen Rückzug aus der Politik. Bei der Parlamentswahl 2020 scheiterten die Freien Demokraten mit 0,27 % der Stimmen deutlich an der bei dieser Wahl geltenden Sperrklausel von einem Prozent.
Victor Dolidze von den Freien Demokraten ist Vorsitzender der georgischen Delegation zur Parlamentarischen Versammlung EURO-NEST.